# Gastrogomphus abdominalis
Gastrogomphus abdominalis – gatunek ważki z rodziny gadziogłówkowatych (Gomphidae); jedyny przedstawiciel rodzaju Gastrogomphus. Występuje we wschodnich Chinach.